# Prison de Montelupich
La prison de Montelupich (en polonais Więzienie Montelupich) ainsi appelée du nom de la rue dans laquelle elle se trouve, est une ancienne prison de Cracovie, en Pologne.
Active au début du XXe siècle, elle est utilisée par la Gestapo pendant la Seconde Guerre mondiale.
Elle est considérée comme l'une des prisons nazies les plus terribles de la Pologne occupée.